# Parepierus alutaceus
Parepierus alutaceus är en skalbaggsart som beskrevs av Cooman 1935. Parepierus alutaceus ingår i släktet Parepierus och familjen stumpbaggar. Inga underarter finns listade i Catalogue of Life.